# Ghiacciaio Whiplash
Il ghiacciaio Whiplash è un ghiacciaio lungo circa 13 km situato nella parte nord-occidentale della Dipendenza di Ross, nell'Antartide orientale. Il ghiacciaio Whiplash, il cui punto più alto si trova a circa 2050 m s.l.m., si trova nell'entroterra della costa di Borchgrevink, nella parte occidentale dei monti della Vittoria, dove fluisce verso nord a partire dal versante settentrionale di una montagna sita nella regione orientale della dorsale dei Cartografi fino a unire il proprio flusso a quello del ghiacciaio Pearl Harbor.

## Storia
Il ghiacciaio Whiplash è stato così battezzato dal reparto settentrionale della spedizione di esplorazione antartica svolta nel 1962-63 dal club antartico neozelandese in virtù della sua forma ("whiplash" in inglese significa "colpo di frusta").